# Indianapolis 500 1963

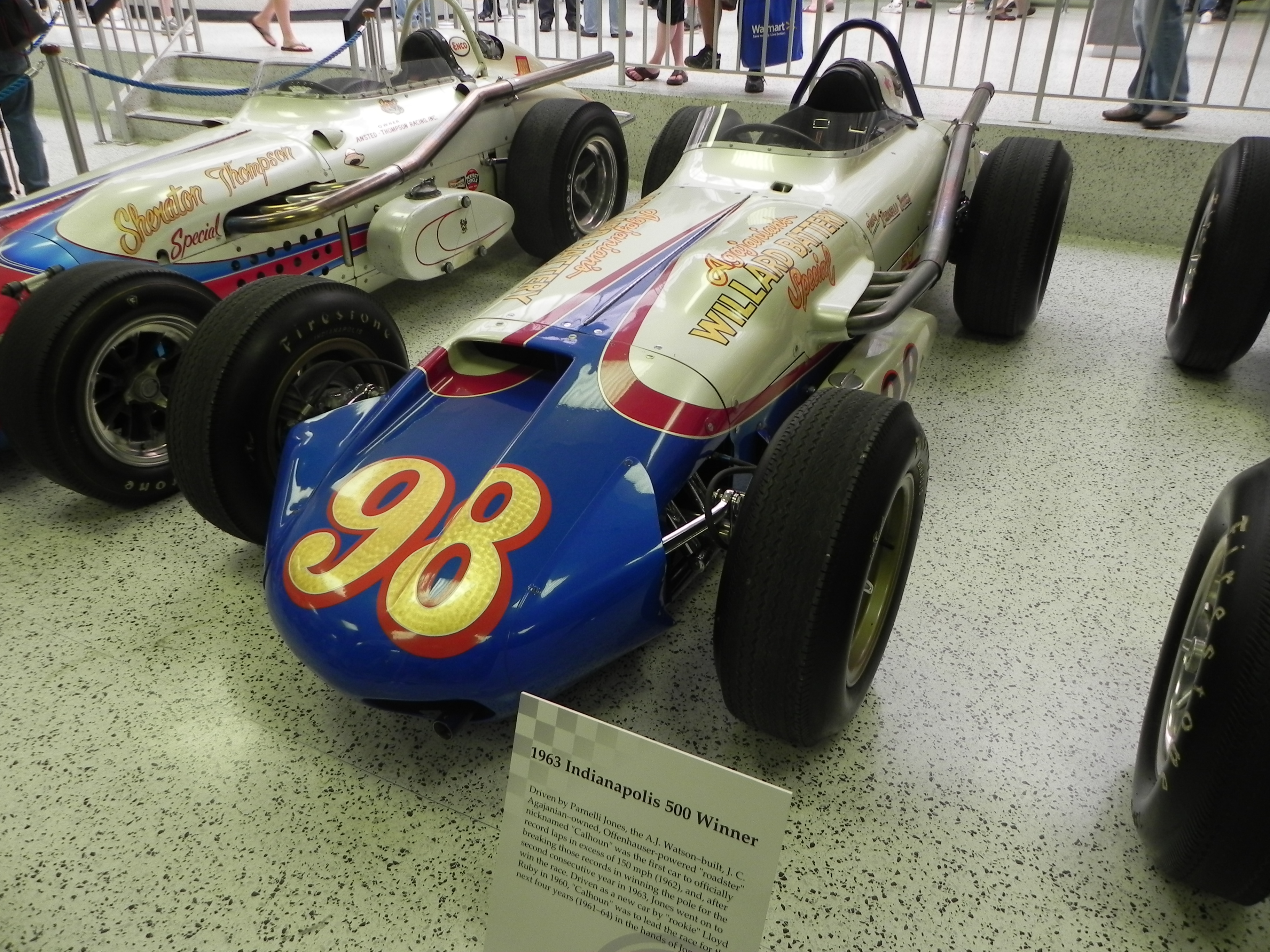
Watson-Offenhauser; Siegerwagen von Parnelli Jones

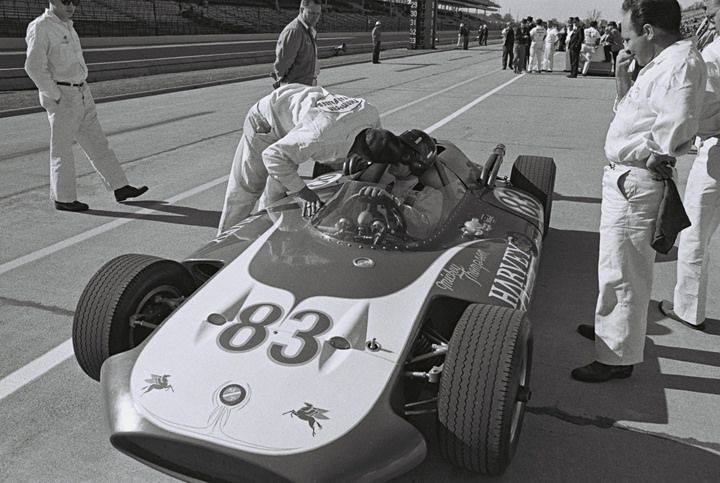
Graham Hill verpasste im Thompson-Spezial die Qualifikation

Das 47. Indianapolis 500 (offiziell 47th 500 Mile International Sweepstakes) auf dem Indianapolis Motor Speedway fand am 30. Mai 1963 statt.

## Das Rennen
Das Rennen ging über eine Distanz von 200 Runden à 4,023 km, was einer Gesamtdistanz von 804,672 km entspricht. Aus der Pole-Position startete Parnelli Jones (JC Agajanian) mit einer Vierrunden-Durchschnittszeit von 3:58.17 Min. oder 151,153 mph (243,257 km/h). Die schnellste Runde im Rennen drehte Parnelli Jones (JC Agajanian) in 59,39 Sekunden (151,541 mph). Das Rennen war der zweite Lauf zur USAC-Saison 1963.

## Ergebnisse

### Startaufstellung
| Reihe | Innen           | Mitte             | Außen          |
| ----- | --------------- | ----------------- | -------------- |
| 1     | Parnelli Jones  | Jim Hurtubise     | Don Branson    |
| 2     | Rodger Ward     | Jim Clark         | Jim McElreath  |
| 3     | Bobby Marshman  | A. J. Foyt        | Paul Goldsmith |
| 4     | Eddie Sachs     | Chuck Hulse       | Dan Gurney     |
| 5     | Allen Crowe     | Roger McCluskey   | Duane Carter   |
| 6     | Bobby Unser     | Dick Rathmann     | Bob Christie   |
| 7     | Lloyd Ruby      | Bobby Grim        | Eddie Johnson  |
| 8     | Chuck Stevenson | Art Malone        | Bob Veith      |
| 9     | Bud Tingelstad  | Johnny Rutherford | Johnny Boyd    |
| 10    | Elmer George    | Jim Rathmann      | Dempsey Wilson |
| 11    | Al Miller II    | Ebb Rose          | Troy Ruttman   |

### Schlussklassement
Wetter: sonnig, 21°
| Pos. | Nr. | Name                  | Chassis      | Motor       | Zeit/Rückstand               | Start | Qualifikation ø 4 Rd. mph |
| ---- | --- | --------------------- | ------------ | ----------- | ---------------------------- | ----- | ------------------------- |
| 1    | 98  | Parnelli Jones        | Watson       | Offenhauser | 3:29:35.400 Std. 143,137 mph | 1     | 151,153                   |
| 2    | 92  | Jim Clark (R)         | Lotus 29     | Ford        | 33,840 Sek.                  | 5     | 149,750                   |
| 3    | 2   | A. J. Foyt (W)        | Trevis       | Offenhauser | 200 Rd.                      | 8     | 150,615                   |
| 4    | 1   | Rodger Ward (W)       | Watson       | Offenhauser | 200                          | 4     | 149,800                   |
| 5    | 4   | Don Branson           | Watson       | Offenhauser | 200                          | 3     | 150,188                   |
| 6    | 8   | Jim McElreath         | Watson       | Offenhauser | 200                          | 6     | 149,744                   |
| 7    | 93  | Dan Gurney            | Lotus 29     | Ford        | 200                          | 12    | 149,019                   |
| 8    | 10  | Chuck Hulse           | Ewing        | Offenhauser | 200                          | 11    | 149,340                   |
| 9    | 84  | Al Miller (R)         | Thompson     | Chevrolet   | 200                          | 31    | 149,613                   |
| 10   | 22  | Dick Rathmann         | Watson       | Offenhauser | 200                          | 17    | 149,130                   |
| 11   | 29  | Dempsey Wilson        | Watson       | Offenhauser | 200                          | 30    | 147,832                   |
| 12   | 17  | Troy Ruttman (W)      | Kuzma        | Offenhauser | 200                          | 33    | 148,374                   |
| 13   | 65  | Bob Christie          | Christensen  | Offenhauser | 200                          | 18    | 149,123                   |
| 14   | 32  | Ebb Rose              | Watson       | Offenhauser | 200                          | 32    | 148,545                   |
| 15   | 14  | Roger McCluskey       | Watson       | Offenhauser | 198 (Unfall)                 | 14    | 148,680                   |
| 16   | 5   | Bobby Marshman        | Epperly      | Offenhauser | 196 (Hinterradaufhängung)    | 7     | 149,458                   |
| 17   | 9   | Eddie Sachs           | Watson       | Offenhauser | 181 (Unfall)                 | 10    | 149,570                   |
| 18   | 99  | Paul Goldsmith        | Watson       | Offenhauser | 149 (Kurbelwelle)            | 9     | 150,163                   |
| 19   | 52  | Lloyd Ruby            | Watson       | Offenhauser | 126 (Unfall)                 | 19    | 149,123                   |
| 20   | 88  | Eddie Johnson         | Watson       | Offenhauser | 112 (Unfall)                 | 21    | 148,509                   |
| 21   | 45  | Chuck Stevenson       | Watson       | Offenhauser | 110 (Ventile)                | 22    | 148,386                   |
| 22   | 56  | Jim Hurtubise         | Kurtis Kraft | Novi        | 102 (Öl-Leck)                | 2     | 150,257                   |
| 23   | 83  | Duane Carter          | Thompson     | Chevrolet   | 100 (Defekt)                 | 15    | 148,002                   |
| 24   | 16  | Jim Rathmann (W)      | Watson       | Offenhauser | 99 (Elektrik)                | 29    | 147,838                   |
| 25   | 26  | Bobby Grim            | Trevis       | Offenhauser | 79 (Öl-Leck)                 | 20    | 148,717                   |
| 26   | 86  | Bob Veith             | Epperly      | Offenhauser | 74 (Ventile)                 | 24    | 148,289                   |
| 27   | 35  | Allen Crowe           | Trevis       | Offenhauser | 47 (Unfall)                  | 13    | 148,877                   |
| 28   | 54  | Bud Tingelstad        | Epperly      | Offenhauser | 46 (Unfall)                  | 25    | 148,227                   |
| 29   | 37  | Johnny Rutherford (R) | Watson       | Offenhauser | 43 (Getriebe)                | 26    | 148,063                   |
| 30   | 21  | Elmer George          | Lesovsky     | Offenhauser | 21 (Defekt)                  | 28    | 147,893                   |
| 31   | 75  | Art Malone (R)        | Kurtis Kraft | Novi        | 18 (Kupplung)                | 23    | 148,343                   |
| 32   | 23  | Johnny Boyd           | Epperly      | Offenhauser | 12 (Öl-Leck)                 | 27    | 148,038                   |
| 33   | 6   | Bobby Unser (R)       | Kurtis Kraft | Novi        | 2 (Unfall)                   | 16    | 149,421                   |

(W)=früherer Gewinner / (R)=Rookie / alle Starter auf Firestone-Reifen

### Führungsrunden
| Fahrer          | Team                  | Anzahl |
| --------------- | --------------------- | ------ |
| Parnelli Jones  | JC Agajanian          | 167    |
| Jim Clark       | Team Lotus (Overseas) | 28     |
| Roger McCluskey | Bruce Homeyer         | 4      |
| Jim Hurtubise   | Novi Racing           | 1      |